# 张敏兰
张敏兰（1938年—），女，辽宁绥中人，中国跳伞运动员，运动健将，三次荣获体育运动荣誉奖章。